# Rennes-le-Château
Rennes-le-Château (Rènnas del Castèl auf Okzitanisch) ist ein mittelalterliches Dorf mit 87 Einwohnern (Stand 1. Januar 2022) in Südfrankreich, 481 m über dem Meer, im Département Aude in der Region Okzitanien. 

## Lage
Rennes-le-Château liegt ca. 40 Kilometer südlich von Carcassonne und etwa zwölf Kilometer vom Pic de Bugarach entfernt. Das Gemeindegebiet ist Teil des Regionalen Naturparks Corbières-Fenouillèdes.

## Bevölkerungsentwicklung
| Jahr                       | 1962 | 1968 | 1975 | 1982 | 1990 | 1999 | 2006 | 2016 |
| Einwohner                  | 101  | 90   | 80   | 63   | 88   | 111  | 90   | 77   |
| Quellen: Cassini und INSEE |      |      |      |      |      |      |      |      |

## Dorf

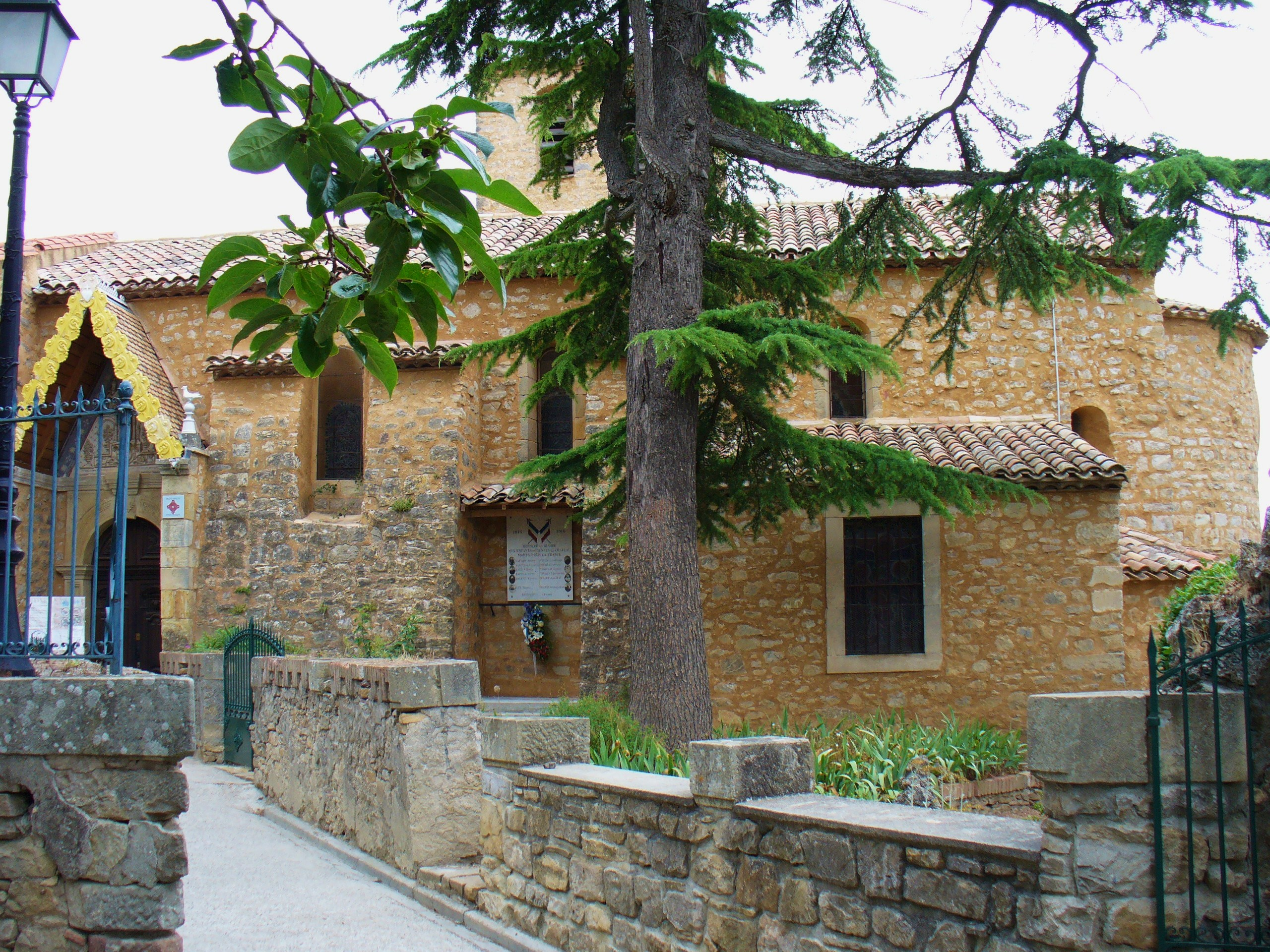
Dorfkirche Sainte Marie-Madeleine

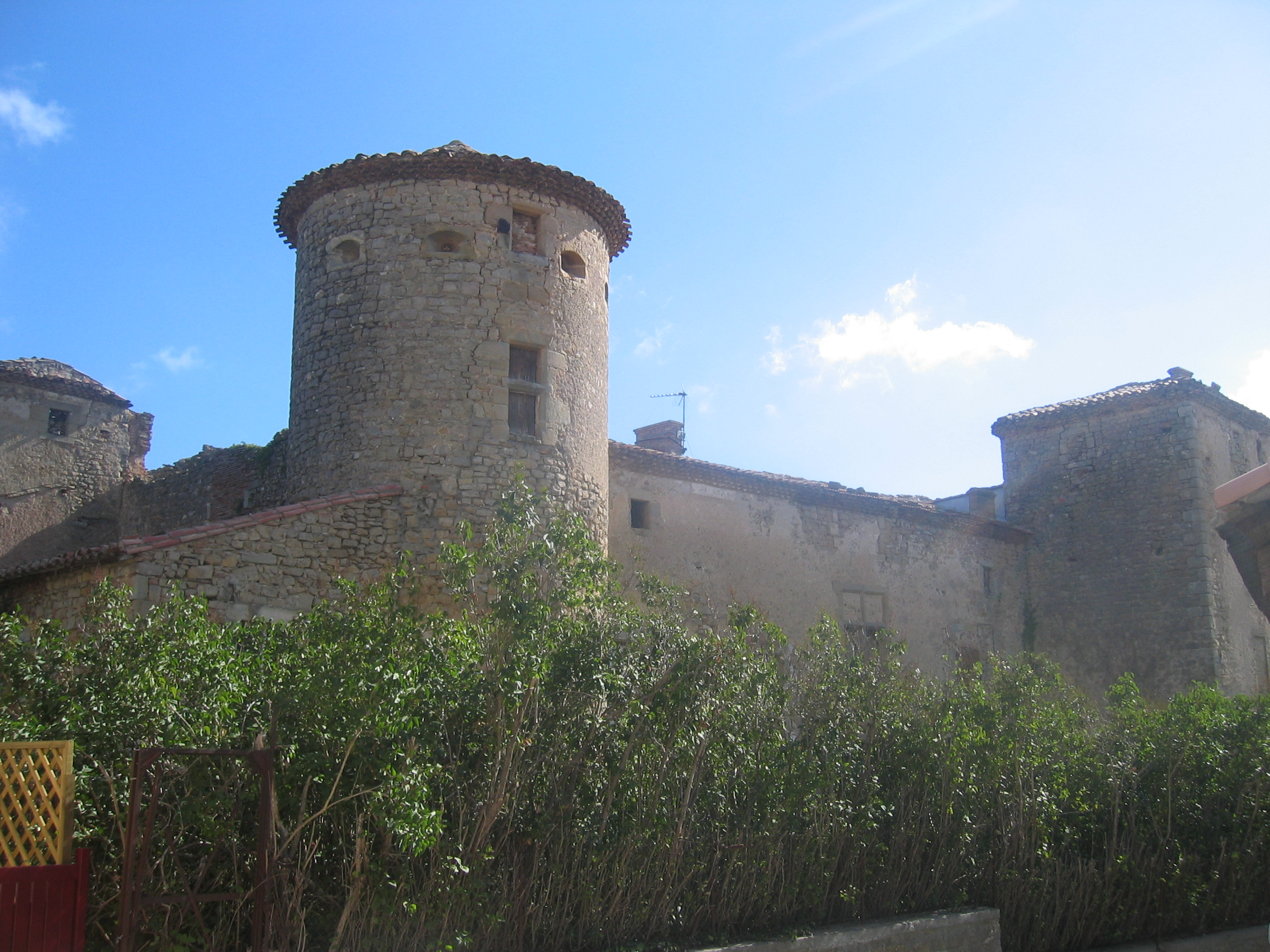
Château d’Hautpoul

Außer dem nicht zur Besichtigung freigegebenen Château d’Hautpoul gibt es im Dorf die 1059 eingeweihte und im Kern romanische Dorfkirche Sainte Marie-Madeleine, die von Bérenger Saunière, dem damaligen Pfarrer des Ortes, ab 1891 renoviert und volkstümlich umgestaltet wurde. Erst durch den modernen Mythos wurde sie weithin bekannt. Ein Restaurant und ein Buchladen werden von Touristen ebenso aufgesucht wie der auf einer Anhöhe gelegene Bibliotheksturm des Abbé, der Tour Magdala. Einige Meter nebenan baute Saunière sein Wohnhaus, die Villa Béthania, die von dem Turm durch einen großen Garten getrennt ist.

## Moderne Legendenbildung
Der Restaurantbesitzer Noel Corbu erwarb 1946 die Villa Bethania des Abbé und eröffnete hierin 1950 ein Lokal. Er behauptete vom Abbé, dieser habe um 1900 im Dorf einen Schatz gefunden und sei unermesslich reich geworden. Saunière habe bei der Renovierung des Altars ein offenbar dort verstecktes altes Pergament mit einer seltsamen christlichen Botschaft gefunden. Pierre Plantard nahm die Gerüchte in seine Mythologie über die Prieuré de Sion auf und verbreitete sie so.
Allgemeine Bekanntheit erlangte der Ort erstmals durch den Bestseller Der Heilige Gral und seine Erben, in welchem die britischen Autoren Michael Baigent, Henry Lincoln und Richard Leigh die Legende um Rennes-le-Château verarbeiteten. Umberto Eco verwendete 1988 Elemente daraus für seinen Roman Das Foucaultsche Pendel. Das 1999 erschienene, in Rennes-le-Château und seiner Umgebung spielende Computer-Adventure Gabriel Knight 3 – Blut der Heiligen, Blut der Verdammten von Jane Jensen basiert auf dieser Thematik.
Dan Brown griff die Legende um die Prieuré de Sion für seinen Bestseller aus dem Jahr 2003 Sakrileg auf, wodurch das Thema noch größere Verbreitung fand. Ebenfalls 2003 erschien im deutschsprachigen Raum der Roman Die Erbin des Grals von Helene Luise Köppel, der in Rennes-le-Château spielt. Auch in dem 2006 erschienenen Roman Das Magdalena-Evangelium von Kathleen McGowan, dem 2007 erschienenen Roman Calix von D. L. Wilson und in dem 2008 erschienenen Roman Die achte Karte der Autorin Kate Mosse wird der Ort zum zentralen Punkt der Handlung.
Durch die Spekulationen bezüglich Saunière erlebt das Dorf seit vielen Jahren einen Tourismusboom, dessen Nebenprodukt zahlreiche laienhafte Ausgrabungen von Schatzsuchern sind.

## Dokumentationen
- Geheimakte Sakrileg. Der Mythos von Rennes-le-Château, Fernsehdokumentation im Rahmen der Serie Terra X, ZDF (online)
- Der Pfarrer und der Heilige Gral, Fernsehdokumentation im Rahmen der Serie Mythenjäger, ZDF (online)